# Francisca de Osorio y Guzmán
Francisca de Osorio Guzmán (Madrid, siglo XVIII) fue una escritora española.
Nació en Madrid, según menciona ella misma en sus obras, aunque en su madurez era residente en Santa Cruz de la Zarza. Conocida por el seudónimo «La Musaraña del Pindo», fue autora de tres almanaques titulados Pronóstico burlesco para los años 1756, 1757 y 1758, escritos en verso en su totalidad y en un tono burlesco e irónico. El primero, escrito durante 1755, lo dedicó al escritor Diego de Torres  y los otros dos al duque de Arcos. Los almanaques también tienen elementos reivindicativos de carácter femenino, ya que no reclama a nadie que ignoren su identidad sexual, por el contrario, a diferencia de lo que hicieron otras escritoras contemporáneas en Osorio. Según M. Dolores Gimeno, la autora demuestra un alto nivel de cultura, ya que utiliza referencias y alusiones a filósofos, políticos y mitos grecorromanos; Osorio afirmó también saber griego, francés, italiano, y materias como lógica, metafísica, astrología o naturalismo, además de declararse seguidora de Aristóteles y lectora de la Eneida, de Ovidio y Juvenal. Probablemente adquirió estos conocimientos por su cuenta.